# The Sims 2: Nocne życie
The Sims 2: Nocne życie (ang. The Sims: Nightlife) – drugi dodatek do gry komputerowej The Sims 2 stworzony przez Maxis i wydany przez Electronic Arts 13 września 2005 roku w stanach zjednoczonych oraz 15 września 2005 w Europie na Microsoft Windows. Dodatek został także wydany przez firmę Aspyr Media na MacOS X 3 kwietnia 2006 roku.
Rozszerzenie wprowadza nowe możliwości rozgrywki, lokacje oraz ulepszone mechaniki, koncentrując się na eksploracji nocnego życia. Gracze mogą przenieść swoich simów do nowej dzielnicy, oferującej kluby nocne, restauracje i inne miejsca rozrywki. Dodatek umożliwia także korzystanie z pojazdów, a także wprowadza system atrakcyjności między simami, rozszerzając interakcje społeczne. Dodatkowo, wprowadzono nowe aspiracje życiowe: „Poszukiwanie przyjemności” oraz „Apetyt na smażony ser”, które oferują nowe cele i nagrody. Zmienione zostały także romantyczne interakcje, w tym wprowadzenie systemu „chemii” między simami oraz randek. Wampiry, nowa nadprzyrodzona postać, wnosi do gry unikalne zdolności i interakcje. Rozbudowano także mechanikę budowania.
Dodatek został pozytywnie oceniony przez recenzentów, uzyskując wynik 76/100 na Metacritic. Chwalono go za rozbudowane aspekty społeczne, nowe aktywności, takie jak karaoke i randkowanie, oraz możliwość zostania wampirem. Doceniono również nowe otoczenie i kreatywność twórców, które wzbogaciły rozgrywkę. Krytyka dotyczyła problemów technicznych, w tym długich czasów ładowania oraz ograniczonej zawartości w stosunku do ceny. Dodatek odniósł także sukces komercyjny, zdobywając Platynową Nagrodę Sprzedaży ELSPA oraz nominację do Gry Roku na PC podczas Golden Joystick Awards w 2006 roku.

## Rozgrywka
The Sims 2: Nocne życie to drugi dodatek do gry The Sims 2, który wprowadza nowe opcje rozgrywki, lokacje oraz ulepszone mechaniki. Dodatek rozszerza możliwości interakcji społecznych, umożliwiając graczom eksplorację nocnego życia w nowej dzielnicy, w której znajdują się kluby nocne, restauracje oraz inne miejsca rozrywki. Wprowadzono także nowe mechaniki budowy, a gracze mogą korzystać z pojazdów oraz systemu atrakcyjności między simami. Te zmiany wzbogacają doświadczenie rozgrywki, oferując nowe możliwości i głębszą interakcję w porównaniu do podstawowej wersji gry. Nocne życie jest pierwszym dodatkiem w serii The Sims, w którym simowie mogą prowadzić samochody; według producenta, Tima LeTourneau, funkcja ta została dodana głównie w celu „opowiadania historii” i zwiększenia realizmu, a nie jako fundamentalna zmiana w systemie transportu, który wcześniej opierał się głównie na taksówkach.
Rozgrywka w Nocnym życiu rozpoczyna się od możliwości przeniesienia simów do nowej dzielnicy – Przedmieścia. Jest to obszar skoncentrowany na rozrywce, oferujący różnorodne atrakcje, takie jak kluby nocne, bary, restauracje, kręgielnie oraz muzea. Simy mogą odwiedzać te miejsca samodzielnie, w towarzystwie znajomych lub w ramach romantycznych randek. Do lokacji można dotrzeć taksówką lub skorzystać z własnego samochodu, który stanowi nowość wprowadzoną w dodatku. Pojazdy, dostępne do zakupu w grze, wymagają wcześniejszego przygotowania posesji poprzez budowę podjazdu lub garażu. Samochód nie tylko służy jako środek transportu, ale także umożliwia nowe interakcje, takie jak romantyczne chwile czy słuchanie muzyki. Pojazdy nie wymagają tankowania, co eliminuje konieczność zarządzania zasobami w grze. Mechanika ta rozszerza możliwości codziennej rozgrywki i wprowadza nowy sposób eksploracji świata gry.
Dodatek Nocne życie wprowadza nowe lokacje, które znacząco rozszerzają możliwości interakcji między simami. Restauracje umożliwiają organizowanie spotkań towarzyskich oraz romantycznych kolacji. Po przybyciu do lokalu simowie muszą powitać kierownika, który wskazuje wolny stolik. Kelnerzy dostarczają zamówione dania, a rachunek należy uiścić przed opuszczeniem lokalu. Próba uniknięcia płatności skutkuje utratą reputacji, co może wpłynąć na relacje z innymi simami. Kluby nocne oferują różnorodne formy rozrywki, takie jak taniec na parkiecie, gra w karty, karaoke czy uczestnictwo w imprezach. Simy mogą również wcielić się w rolę DJ-ów, co wprowadza dodatkowy wymiar interakcji i zabawy. W klubach dostępne są także automaty fotograficzne, które umożliwiają wykonywanie zdjęć, będących elementem kolekcjonerskim. Pozostałe lokacje, takie jak dyskoteki, kręgielnie czy bary, oferują różnorodne atrakcje, które wzbogacają rozgrywkę i zwiększają liczbę aktywności dostępnych w nowej dzielnicy. Mechaniki te stanowią istotne rozszerzenie wirtualnego świata, umożliwiając graczom bardziej angażujące przeżycia.
Dodatek The Sims 2: Nocne życie wprowadza dwie nowe aspiracje życiowe. Pierwsza z nich, „Poszukiwanie przyjemności” (ang. Pleasure), koncentruje się na maksymalizacji zabawy oraz rozwijaniu relacji społecznych poprzez randki, wspólne wyjścia czy gry towarzyskie. Realizacja pragnień związanych z tą aspiracją pozwala zdobywać punkty, które można wymieniać na specjalne nagrody. Jedną z takich nagród jest „Kula NowyTySenso”, umożliwiająca zmianę aspiracji życiowej sima. Drugą aspiracją, wprowadzoną w tym dodatku, jest „Apetyt na smażony ser” (ang. Grilled Cheese). Jest to aspiracja dla simów, którzy obsesyjnie koncentrują się na przygotowywaniu i jedzeniu grillowanych kanapek z serem. Simy z tą aspiracją mogą przygotować kanapki o każdej porze dnia, nie ograniczając się do lunchu, a także posiadają specjalną interakcję „Rozmawiaj o smażonym serze”, która rzadko spotyka się z pozytywnym odbiorem innych simów.
Interakcje między postaciami w grze zostały rozbudowane dzięki wprowadzeniu systemu atrakcyjności. Każdy sim posiada zestaw cech, które go przyciągają lub odrzucają, co wpływa na poziom trudności w budowaniu relacji z innymi postaciami. Cechy te mogą być modyfikowane za pomocą specjalnego eliksiru dostępnego do kupienia u „Cygańskiej swatki”, nowej postaci niezależnej w grze. Swatka oferuje również możliwość zorganizowania randki w ciemno, a jakość dopasowania partnera zależy od wysokości zapłaconej kwoty. Oprócz tego sprzedaje eliksiry miłosne, które tymczasowo zwiększają atrakcyjność sima, oraz środki „odwampirzające”, zmieniające wampira w zwykłego sima. Dodatek Nocne życie rewolucjonizuje romantyczne interakcje podstawowej wersji gry, wprowadzając system „chemii”, w którym simowie są bardziej lub mniej przyciągani do siebie na podstawie osobowości i aspiracji. Ponadto, w Nocnym życiu wprowadzono system ograniczonej czasowo i punktowanej minigry randkowej. Sim na randce musi spełnić jak najwięcej pragnień swojego partnera (krótkoterminowych celów ustalonych przez jego aspirację), unikając jednocześnie ich obaw (których realizacja powoduje utratę punktów aspiracyjnych). Jeśli uda się spełnić pragnienia, wynik randki wzrasta, a partner nagradza sima prezentam.
Wampiry to jedna z nowości w dodatku The Sims 2: Nocne życie, który wprowadza nadprzyrodzonych simów po raz pierwszy od The Sims 2: Na studiach. W grze pojawiają się dwa niegrywalne wampiry, znane jako „Wielcy Wampiry”, które zamieszkują każdą dzielnicę miejską. Są one rozpoznawalne po klasycznym stroju wampira i pełnią kluczową rolę w procesie przemiany innych simów. Aby sim stał się wampirem, musi nawiązać bliską relację z jednym z tych wampirów, a następnie poprosić o ukąszenie, które prowadzi do przemiany. Wampiry charakteryzują się bladą cerą, długimi kłami i posiadają unikalne zdolności, takie jak przemiana w nietoperza oraz możliwość przekazywania wampiryzmu innym simom. Wampiry w Nocnym życiu mają szereg unikalnych cech i ograniczeń. W nocy ich potrzeby nie spadają, co pozwala im uniknąć konieczności jedzenia czy spania, co odróżnia je od innych simów. Jednak w ciągu dnia ich potrzeby spadają bardzo szybko, co może prowadzić do śmierci, jeśli wampir wyjdzie na światło słoneczne. Wampiry nie starzeją się, nie mają odbicia w lustrze i mogą latać, zamieniając się w nietoperza. Wampiryczne postacie można spotkać w różnych lokalizacjach, takich jak np. klub „Mroczna Krypta” w nowej dzielnicy rozrywkowej, który jest jednym z miejsc, w których można nawiązać nowe relacje i pogłębić istniejące. Spotkania z wampirami mogą prowadzić do unikalnych interakcji oraz wydarzeń związanych z wampiryzmem, w tym do tworzenia nowych wampirów.
Nowe opcje budowania w dodatku umożliwiają graczom projektowanie basenów o niestandardowych kształtach, a także budowanie pół-ścianek oraz eksperymentowanie z nowymi możliwościami terenu. Dodano także nowe elementy architektoniczne, takie jak dekoracje ścienne, podłogi, drzwi, okna, podjazdy dla samochodów oraz nowe meble i dekoracje. Do gry dochodzi także nowe narzędzie, pozwalający wygładzić cały teren działki jednym kliknięciem. Gracze zyskali dzięki tym nowym przedmiotom i narzedziom większą swobodę w projektowaniu, co wpływa na rozwój mechanik gry i pozwala na tworzenie unikalnych lokacji, od nowoczesnych klubów po kameralne restauracje. Dodatek The Sims 2: Nocne życie umożliwia graczom również projektowanie własnych dzielnic rozrywkowych, co daje im możliwość pełnego kształtowania przestrzeni. Gracze mogą tworzyć zarówno lokacje mieszkalne, jak i publiczne, a także wyposażać je w podstawowe udogodnienia, takie jak toalety czy miejsca do jedzenia, co pozwala na stworzenie spójnej i funkcjonalnej dzielnicy.

## Historia
Produkcją Nocnego Życia zajmowało się studio Maxis, twórcy całej serii The Sims, a wydaniem firma Electronic Arts. Oficjalna zapowiedź dodatku miała miejsce w kwietniu 2005 roku. 1 sierpnia 2005 roku na oficjalnej stronie The Sims 2 pojawiła się informacja o dacie premiery w Ameryce Północnej, zaplanowanej na 15 września 2005 roku, oraz w Polsce, która była zaplanowana na 16 września 2005 roku. Na początku lipca 2005 roku firma Electronic Arts ogłosiła, że gra przeszła do tzw. fazy „złota”, co oznaczało, że prace nad tytułem zostały zakończone i rozszerzenie gry było gotowe do wydania. Dodatek zosta trafił na rynek w Ameryce Północnej 13 września 2005 roku, dwa dni przed planowaną premierą. W Europie, w tym w Polsce, premiera tytułu miała miejsce zgodnie z planem, 16 września 2005 roku. 6 kwietnia 2006 roku dodatek został wydany również na system MacOS, za pośrednictwem firmy Aspyr Media.
Twórcy Nocnego życia inspirowali się dodatkiem The Sims: Randka do pierwszej części serii, który koncentrował się na interakcjach społecznych i romantycznych. Randka okazała się jednym z najbardziej udanych i najlepiej sprzedających się dodatków do The Sims, co sprawiło, że gracze domagali się podobnych funkcji w The Sims 2. Rod Humble, jeden z twórców rozszerzenia, w wywiadzie dla IGN na pytanie, czy nowy dodatek można uznać za wersję Randki do The Sims 2, stwierdził, że można go tak określać, oraz dodał: „Mam jednak nadzieję, że podobnie jak w przypadku dodatku Na studiach będziemy mogli dodać całą masę nowych, głębszych doświadczeń związanych z rozgrywką(...)”. W Nocnym życiu rozbudowano możliwości interakcji między simami, a także rozwinięto możliwość wyjścia poza dom w poszukiwaniu nowych atrakcji. Rozszerzenie pozwalało na zwiedzanie nowych miejsc, takich jak bary, kluby nocne czy restauracje, co miało na celu ożywienie społecznego aspektu gry. Jego twórcy uznali, że podstawowa wersja The Sims 2 oferowała ograniczoną interakcję poza domami, ponieważ simowie mogli odwiedzać jedynie wspólnotowe tereny, takie jak parki czy sklepy, które nie dostarczały wystarczających bodźców graczom. W Nocnym życiu zdecydowano się wprowadzić większą różnorodność miejsc, a także nowe wyzwania i wydarzenia, które urozmaiciły życia bohaterów gry. Zmiany te były także odpowiedzią na oczekiwania graczy, którzy domagali się większej swobody w kształtowaniu codziennych aktywności simów.
Promocja dodatku Nocne życie rozpoczęła się jeszcze przed jego oficjalną zapowiedzią. Na pudełkach pierwszego rozszerzenia do The Sims 2: Na studiach, umieszczono nazwę i grafikę nadchodzącego Nocnego życia, co wzbudziło zainteresowanie wśród fanów serii. Po oficjalnej zapowiedzi, w kwietniu 2005 roku, rozpoczęła się seria materiałów promujących rozszerzenie, w tym zwiastuny, zrzuty ekranu i filmy z wersji roboczej, które pojawiły się na stronach internetowych i w mediach branżowych. Twórcy gry do promocji używali różnych wydarzeń, jak targi E3, które odbyły się w maju 2005 roku, gdzie zaprezentowano pierwsze, wczesne wersje rozgrywki, czy EA Hot Summer Nights, na których ukazywano postępy w pracach. Kampania marketingowa obejmowała także wykorzystanie strony internetowej The Sims 2 oraz innych serwisów, gdzie regularnie udostępniano nowe materiały związane z nadchodzącym rozszerzeniem. Wykorzystywano także prasę, w której twórcy udzielali wywiadów oraz udostępniali różne przedpremierowe materiały i próbne wersje rozszerzenia.
Jako część promocji dodatku, Maxis zorganizowało konkurs, w którym gracze mieli możliwość zaprojektowania nowych strojów do gry. Zwycięzcy konkursu – dwóch projektantów dla męskich strojów i dwóch dla żeńskich – otrzymali autografowane kopie tytułu, a ich projekty zostały zaimplementowane w ostatecznej wersji Nocnego życia.

### Muzyka
Ścieżka dźwiękowa do dodatku The Sims 2: Nocne życie oparta jest na remiksach oryginalnych kompozycji Marka Mothersbaugha, stworzonych na potrzeby podstawowej wersji gry. W pracy nad ścieżką dźwiękową wzięli udział tacy artyści jak Junkie XL, Lemon Jelly, Adam Freeland oraz Timo Maas. Muzyka diegetyczna w grze jest tematycznie związana z różnymi miejscami w grze, takimi jak kluby nocne czy retro-restauracje. Randall Roberts z In Sheep’s Clothing opisał ścieżkę dźwiękową jako „charakteryzującą się dziwną kombinacją radości i melancholii” i zwrócił uwagę na wpływ popularności serii na kariery jej artystów. Zespół Lemon Jelly, podczas swojej współpracy, wydał trzy EP-ki, z których każda miała limitowaną liczbę 1000 kopii. Ich obecność na ścieżce dźwiękowej sprawiła, że wcześniejsze wydania zespołu stały się przedmiotami kolekcjonerskimi po wydaniu dodatku.

## Odbiór
Według Metacritic, serwisu agregującego recenzje gier, dodatek The Sims 2: Nocne życie został pozytywnie odebrany przez krytyków, uzyskując ocenę 76 na 100 punktów i zdobywając głównie dobre recenzje. Tytuł doceniono za wprowadzenie nowych funkcji i elementów rozgrywki, które wzbogaciły doświadczenie graczy, chociaż nie ustrzegł się on również krytyki dotyczącej niektórych aspektów technicznych i zawartości.
Recenzenci chwalili dodatek za nowe możliwości rozgrywki oraz rozszerzenie aspektów społecznych gry. Dave ‘Fargo’ Kosak z GameSpy przyznał mu ocenę 4/5 gwiazdek i zauważył, że mimo iż Nocne życie nie wprowadza rewolucyjnych zmian, jak wcześniejszy dodatek Na studiach, to nowe funkcje, takie jak rozbudowane życie towarzyskie, nowe otoczenie i możliwość zostania wampirem, doskonale uzupełniają podstawową wersję gry. Kosak podsumował, że choć nie jest to dodatek niezbędny, to dla miłośników The Sims 2 jest wart zakupu ze względu na poprawienie rozgrywki społecznej i dodanie wielu atrakcyjnych elementów. IGN przyznało dodatku ocenę 8,2/10, zaznaczając, że Nocne życie najbardziej przypadnie do gustu graczom preferującym aspekt społeczny gry nad budowę domów. W recenzji podkreślono ogrom nowych możliwości, jakie daje nowe otoczenie, choć zaznaczono, że dodatek nie jest tak obszerny jak jego poprzednik. IGN wyraziło również uznanie dla kreatywności twórców, podkreślając, że mimo regularności wydawania dodatków, Maxis nadal potrafi dostarczać ciekawe pomysły. Andrew Park z GameSpot ocenił Nocne życie na 8/10, podkreślając wysoką jakość graficzną, dźwiękową oraz dużą liczbę nowych przedmiotów i animacji. Zauważył, że dodatek wprowadza wiele nowych aktywności, takich jak karaoke, randkowanie czy grupowy taniec „smustle”. W dodanym otoczeniu gracze mogą tworzyć i personalizować różnorodne miejsca, takie jak kluby taneczne, kręgielnie czy salony perfum. Jednak Park wskazał również, że dodatek nie rozwiązuje niektórych problemów podstawowej wersji gry, takich jak „niedoskonała sztuczna inteligencja postaci” czy „niewygodne sterowanie kamerą”.
Z drugiej strony, niektórzy krytycy zarzucali dodatku brak wystarczającej ilości zawartości w stosunku do jego ceny. Portal Worth Playing przyznał grze ocenę 7,3/10, wskazując, że chociaż Nocne życie oferuje „ciekawe” nowości, takie jak funkcje dla twórców filmów czy nowe opcje budowy, to całość wydaje się nieco zbyt „lekka” pod względem treści. Podobnie jak w przypadku innych dodatków do The Sims, recenzenci zwrócili uwagę na nierozwiązane problemy techniczne, takie jak „nieintuicyjne” sterowanie kamerą czy błędy w pamięci postaci. Krytyka dotyczyła również innych aspektów dodatku. Computer and Video Games przyznało ocenę 52/100, stwierdzając, że Nocne życie nie wprowadza znaczącej głębi do podstawowej rozgrywki. W recenzji zauważono, że za złożonymi opcjami dialogowymi kryje się ta sama gra, co przed instalacją rozszerzenia, wzbogacona głównie o możliwość gry w kręgle. Podobnie Kristian Reed z Eurogamer, ocenił dodatek na 6/10, zwrócił uwagę na długie czasy ładowania między lokacjami. Recenzent wskazał, że są one szczególnie „uciążliwe” przy krótkich aktywnościach, takich jak randki, co wpływa na płynność rozgrywki i może zniechęcać graczy do eksplorowania nowych możliwości. GamesRadar+ oceniło dodatek na 62/100, chwaląc jego zabawne i dobrze wykonane elementy, ale również krytykując problematyczne czasy ładowania. W recenzji stwierdzono, że technologiczne ograniczenia gry utrudniają pełne wykorzystanie potencjału takich rozszerzeń jak Nocne życie, co sprawia, że dodatek nie zawsze spełnia oczekiwania graczy.
Po premierze gra The Sims 2: Nocne życie odniosło sukces komercyjny. W rocznym zestawieniu sprzedaży opublikowanym przez Entertainment Software Association tytuł zajął siódme miejsce wśród najlepiej sprzedających się gier 2005 roku. Otrzymała także Platynową Nagrodę Sprzedaży ELSPA, co oznacza, że w Wielkiej Brytanii sprzedano co najmniej 300 000 egzemplarzy tej produkcji. Nocne życie zostało również nominowane do tytułu Gry Roku na PC podczas rozdania nagród Golden Joystick Awards w 2006 roku, jednak nagrodę ostatecznie zdobyła gra The Elder Scrolls IV: Oblivion.